# Dectocraspedon braziliensis
Dectocraspedon braziliensis är en fjärilsart som beskrevs av William Schaus 1916. Dectocraspedon braziliensis ingår i släktet Dectocraspedon och familjen nattflyn. Inga underarter finns listade i Catalogue of Life.